# La Maison du pendu (Cézanne)
Pour les articles homonymes, voir La Maison du pendu.
La Maison du pendu, Auvers-sur-Oise, est une huile sur toile peinte par Paul Cézanne en 1873. La peinture est exposée au Musée d'Orsay à Paris.

## Histoire
La Maison du pendu a été présentée lors de la première exposition impressionniste en 1874 et a été le premier tableau que Cézanne a vendu à un collectionneur. Le village représenté dans le tableau est Auvers-sur-Oise, à 27 km au nord de Paris,,.

## Description
La Maison du pendu est une peinture à l'huile sur toile qui mesure 55 × 66 cm et qui est signée par Cézanne en bas à gauche à la peinture rouge. 
Ce tableau représente un paysage à la composition complexe. La scène présente une atmosphère de solitude, en raison de l'absence de personnes et de l'utilisation d'une palette de couleurs froides. Depuis le point central du tableau, il y a plusieurs axes, notamment deux chemins menant au centre et à gauche, un banc à gauche et les branches d'un arbre menant au sommet du tableau. Cézanne a été fortement influencé par son ami Camille Pissarro et, par conséquent, a utilisé des coups de pinceau granuleux et fragmentés et les couleurs pâles utilisées par les impressionnistes.
Dans cette composition, Cézanne a défié les conventions de l'art en contrevenant aux lois de la perspective. Les inexactitudes sont visibles dans l'angle du chemin qui mène à gauche et de la rive à droite.